# The Goonies
The Goonies is een Amerikaanse film uit 1985, geproduceerd door Steven Spielberg en geregisseerd door Richard Donner.
Het is een avonturenfilm over een groep kinderen uit een woonwijk, genaamd de 'Goon Docks', in de stad Astoria (Oregon, Verenigde Staten). De "Goonies" proberen hun woonwijk te redden van vernietiging en gaan op avontuur om een verborgen schat te vinden, een schat die begraven zou zijn door One-Eyed Willy, een legendarische piraat (William B. Pordobel).

## Verhaal
Projectontwikkelaars trachten de Goon Docks te kopen en te veranderen in een golfbaan. De Goonies willen dit koste wat kost voorkomen. Op zolder vindt Mikey, een van de Goonies, een schatkaart die naar een verborgen schat leidt. De jonge Goonies vinden dankzij hun nieuwsgierigheid een ingang naar een tunnel, maar de ingang bevindt zich vlak onder een restaurant dat gebruikt wordt door een criminele bende, genaamd de Fratellis.
De Goonies gaan de tunnel binnen en ontdekken een serie nare vallen, die hen bijna het leven kosten. Tot overmaat van ramp komen de Fratellis hen ook achterna. Uiteindelijk ontdekken de Goonies een heus piratenschip dat de schat bevat. De Fratellis ontdekken dit schip ook. Het schip is door de oude piraat voorzien van een hele reeks gemene vallen; de Fratellis zien dit niet in en de schat ontgaat hen. Het schip begint te bewegen en krijgt uiteindelijk zijn vrijheid; evenals de Goonies die meer dan genoeg geld hebben om hun land te behouden.

## Rolverdeling
| Acteur             | Personage               |
| ------------------ | ----------------------- |
| Sean Astin         | Mikey Walsh             |
| Josh Brolin        | Brand Walsh             |
| Jeff Cohen         | Lawrence 'Chunk' Cohen  |
| Corey Feldman      | Clark 'Mouth' Devereaux |
| Kerri Green        | Andy Carmichael         |
| Martha Plimpton    | Stef Steinbrenner       |
| Jonathan Ke Quan   | Richard 'Data' Wang     |
| John Matuszak      | Lotney 'Sloth' Fratelli |
| Robert Davi        | Jake Fratelli           |
| Joe Pantoliano     | Francis Fratelli        |
| Anne Ramsey        | Mama Fratelli           |
| Lupe Ontiveros     | Rosalita                |
| Mary Ellen Trainor | Harriet Walsh           |
| Keith Walker       | Irving Walsh            |
| Curtis Hanson      | Elgin Perkins           |
| Steve Antin        | Troy Perkins            |

## Goonies Never Say Die
De film was weliswaar succesvol, maar had in 1985 niet het beoogde succes, mede door concurrentie van Back to the Future en Rambo II, doch The Goonies ontwikkelde in de loop der jaren wél een cultstatus en een zeer grote groep fanatieke fans wereldwijd. Nog steeds maken jaarlijks vele fans een pelgrimstocht naar enkele opnamelocaties te Astoria en Cannon Beach zoals het befaamde huis van het belangrijkste karakter Mickey Walsh, het politiebureau en Haystack Rock. Het hoogtepunt van de pelgrimstochten dusverre vond plaats tijdens het 25-jarig jubileum in 2010 waarbij zelfs enkele acteurs aanwezig waren.
Vooral in Amerika zet een fanatieke groep fans zich in om een tweede deel van de film af te dwingen bij het duo Spielberg en Donner. Laatst genoemde twee hebben inmiddels diverse scripts geschreven maar Warner Bros. heeft geen interesse getoond in een vervolg en bezit de rechten van de eerste film.
Een tweetal Amerikaanse jongens, genaamd Ron en Pat, maakten in 2003 een videoverslag van hun vakantiereis naar de opnamelocaties waarin zij beelden uit de film verweefden met eigen opnames. Het filmpje werd meer dan 100.000 keren gedownload en wegens het succes zijn de jongens inmiddels bezig een dvd-documentaire te produceren over hun favoriete film. Zij hebben hiertoe zelfs enkele oorspronkelijke Goonies-acteurs bereid gevonden hun medewerking te verlenen en een productiemaatschappij gevonden.

## Muziek
De in 1985 uitgebrachte soundtrack van de film bevat voornamelijk popmuziek welke incidenteel in de film hoorbaar was. Speciaal voor de film schreef eighties popicoon Cyndi Lauper het nummer 'Good Enough'. Lauper komt ook kort voor in de film zelf en de kinderen op hun beurt in haar videoclip. De instrumentale muziek van de film is geschreven door Dave Grusin. Ter gelegenheid van de 25ste verjaardag van de film in 2010 heeft platenmaatschappij Varèse Sarabande de complete instrumentale muziek uitgebracht op een gelimiteerde cd. Er zijn 5000 exemplaren verkrijgbaar.

## Videospellen
Er is een MSX-spel gemaakt naar aanleiding van deze film: The Goonies. Tevens is er een NES-spel gemaakt. Ook is spel op de Commodore 64 uitgekomen.
Het spel bevat scenes uit de film met opdrachten die door 2 karakters moeten worden opgelost door samen te werken.